# Embu

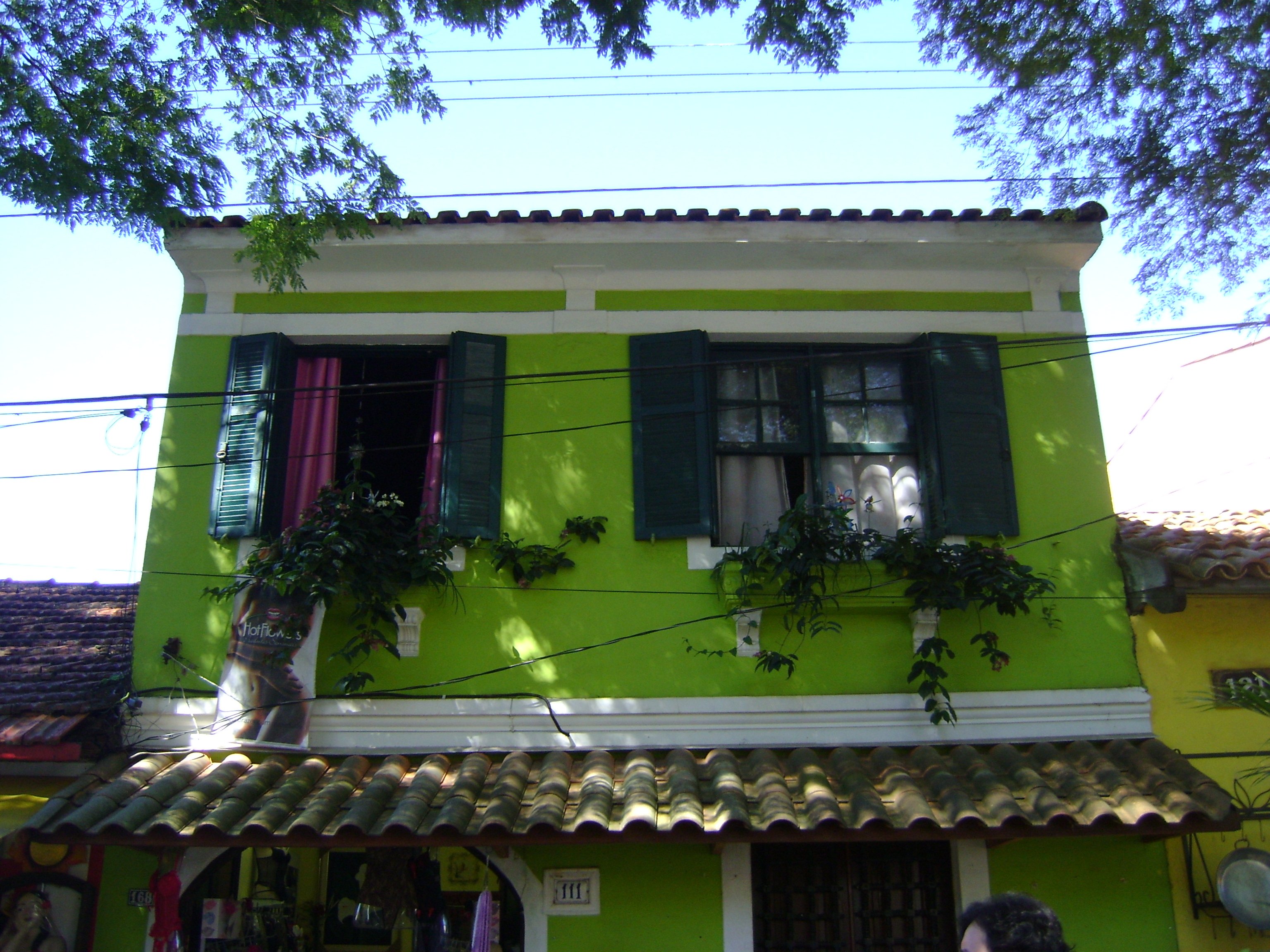

Embu este un oraș în São Paulo (SP), Brazilia.